# Гоголеве (станція)
Гóголеве — проміжна залізнична станція 4 класу Полтавської дирекції Південної залізниці.
Розташована у однойменному селищі міського типу Великобагачанського району Полтавської області на ділянці Ромодан — Полтава-Київська між станціями Милашенкове (6 км) та Яреськи (13 км).

## Історичні відомості
Станцію споруджено у 1901 році при прокладанні залізниці Полтава — Ромодан — Київ було побудовано станцію Неровічанська. 
1902 року до 50-річчя від дня смерті видатного українського письменника М. В. Гоголя, станція отримала назву Гоголеве. На той час станція складалася з трьох колій, на станції заправлялися водою паровози, а маневровий паровоз міг транспортувати один — два вагони. Система обслуговування поїздів була жезловою, стрілки переводилися вручну. 
Станом на 1904 рік станцію очолювали:
- начальник — Георгій Федорович Храмов;
- помічники начальника — Кіндрат Федорович Лисенко.

У 1952 році на станції було встановлений бюст українському письменнику М. В. Гоголю.
З 1965 року рух потягів регулюється вже автоматично, а у 2000 році станція була електрифікована в складі ділянки Миргород — Гоголеве.
27 грудня 2001 року введена в експлуатацію електрифікована дільниця Гоголеве — Сагайдак.

## Пасажирське сполучення
На станції Гоголеве зупиняються пасажирські та місцеві потяги.
З 30 жовтня 2016 року запущено пасажирський потяг сполученням Хмельницький — Лисичанськ.